# Бояка
Бояка̀ (на испански: Boyacá) е един от тридесет и двата департамента на южноамериканската държава Колумбия. Намира се в централната част на страната, а на изток граничи с Венецуела. Департаментът е с население от 1 242 731 жители (към 30 юни 2020 г.) и обща площ от 23 138 км². Сформиран е през 1858 г. Главен административен център е град Тунха.